# 荷物車

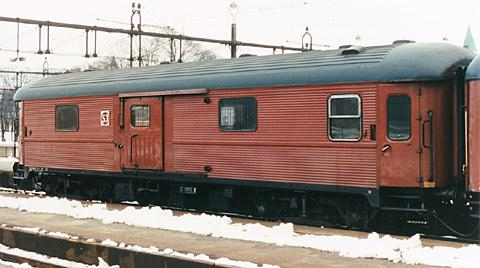
スウェーデン国鉄の荷物車

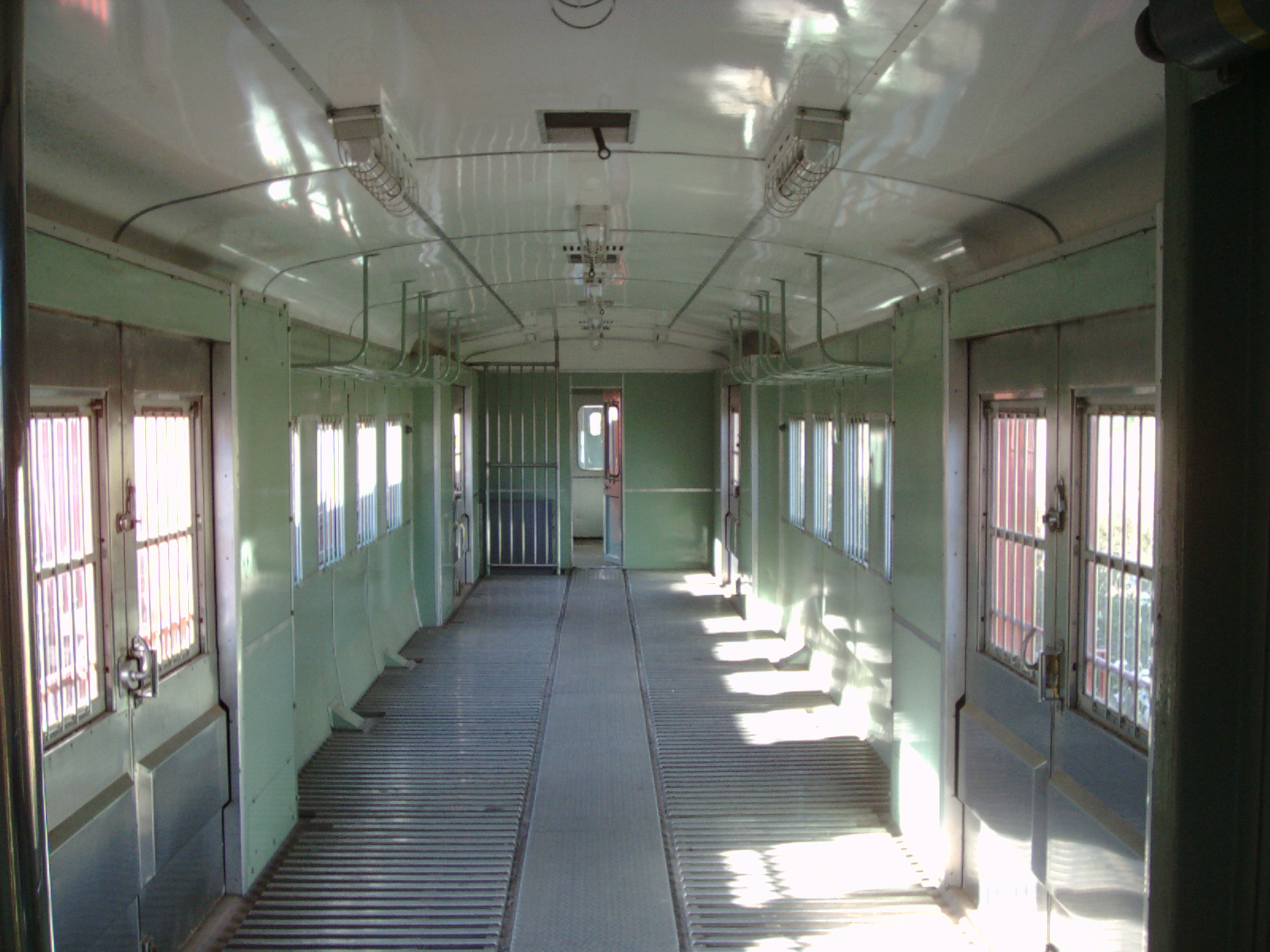
日本国有鉄道のキニ58内部

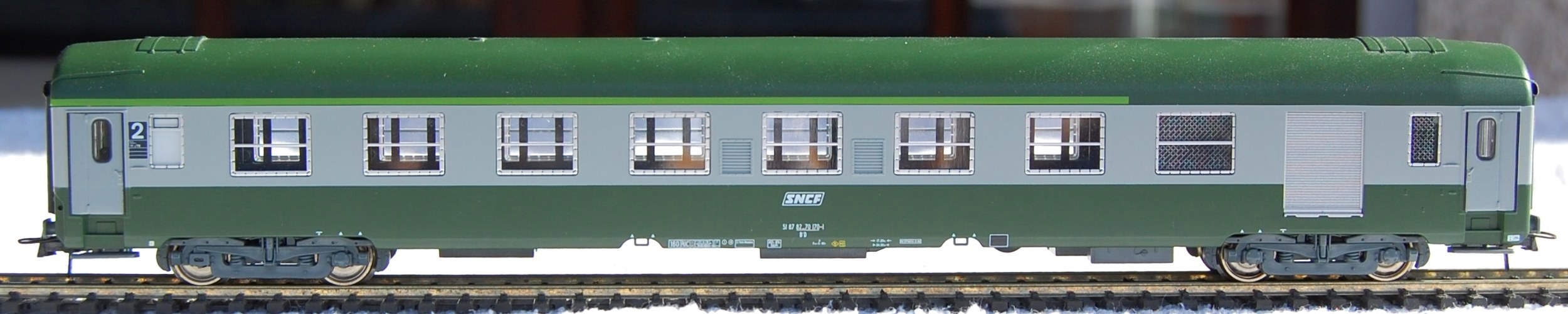
フランス国鉄の半室荷物車の模型

荷物車（にもつしゃ）とは、受託手荷物や新聞などを専門に運搬するための鉄道車両の一つ。日本では新聞輸送などの鉄道小荷物運送に用いられ、車両称号は「荷物」の「ニ」が付けられる。英語では「baggage car 」（アメリカ合衆国）もしくは「luggage van 」（イギリス）と呼称され、ヨーロッパ大陸の車両は、国際鉄道連合 (UIC) の規則で車両称号に「D 」が付けられる事が多い。 イギリスや英連邦では「Parcels Van 」とも呼称される。

## 概要
車両側面には荷物を積み降ろしをするため、旅客車両に比べて幅が広いドアが設置されていることが多い。旅客車両や機関車の一部に荷物室が備わっているもの（半室荷物車）も存在し、このような半室荷物車では小型のドアやシャッターのみが設置されていることがある。また、荷物の積み降ろし時や、大量の荷物を積み込んだ際に、誤って窓ガラスを破らないように、多くの車両では鉄格子で窓を保護している。
荷物車は、構造上貨物車に準じていたり、外見が貨物車同然の車両もあったが、扱い上はあくまで客車の一つとされている。これは、荷物列車が旅客列車であり、元をただせば、荷物車が旅客の手荷物を輸送するものとして旅客列車へ連結されるかたちで運行され始めたという歴史的経緯による。そのため、大抵は旅客列車に連結して運行されていた。また、主要な幹線では、荷物車のみで編成された荷物専用列車も存在する。
鉄道荷物輸送の縮小と合理化によって、荷物車が廃車されたり、旅客車両に荷物室が設けられたりすることや、牽引車や救援車などの事業用に転用されていることも起こっている。
小規模の荷物輸送が行われている路線では、旅客車両の一角に荷物を置く場合が多い。このような用途に適するよう、旅客車両では室内に仕切りカーテンなどを設置することがあるが、これは便宜的措置であり、荷物車に含めないのが一般的である。21世紀になって、日本ではトラックドライバー不足の対策として旅客車両の一角に宅配便の荷物を置いて輸送する貨客混載が行われるようになったものの、これも荷物車には含まれない。
郵便のみを扱うものは郵便車という。荷物輸送量の少ない線区向けには、旅客車や郵便車との合造車も見られた。

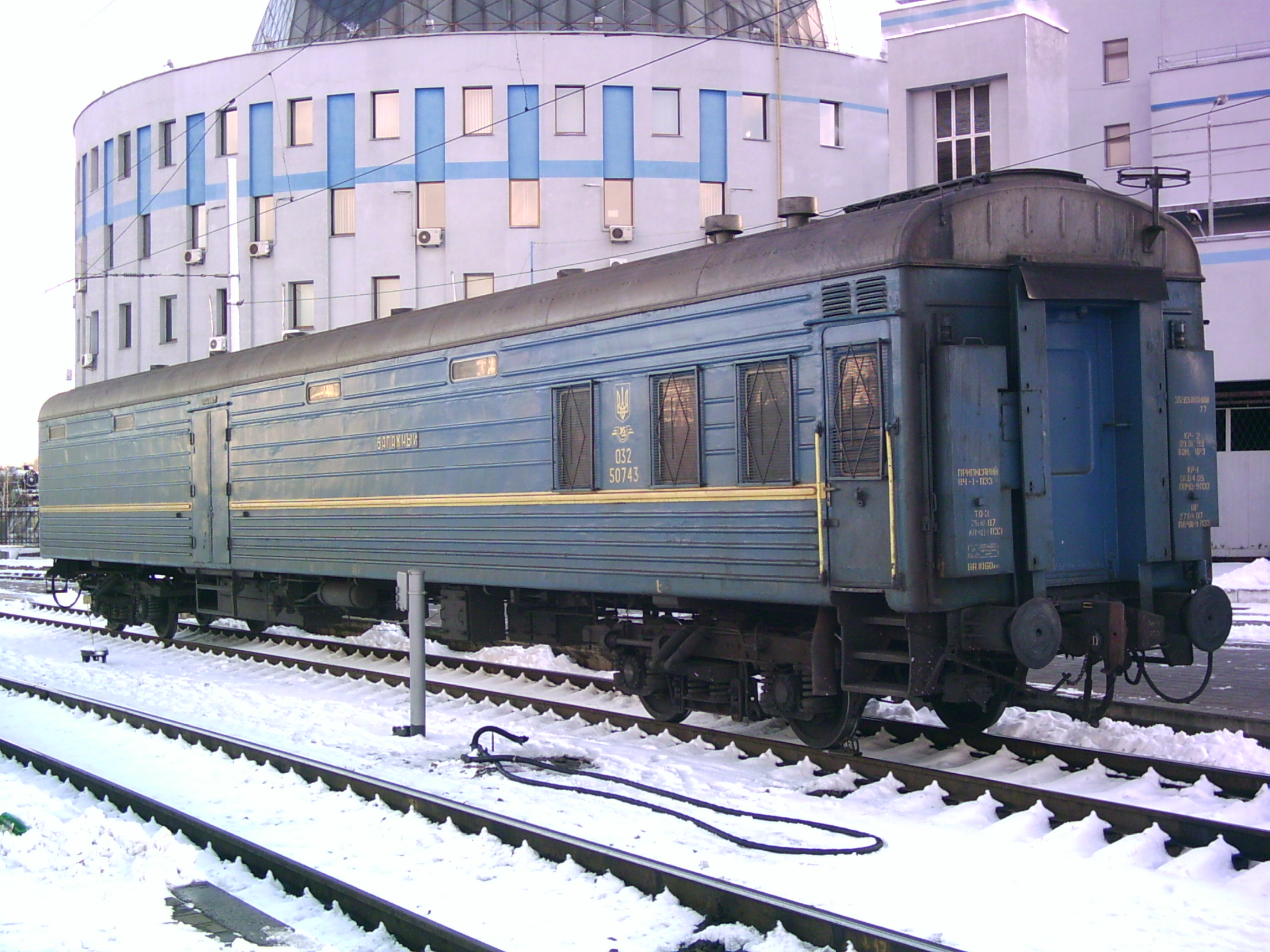
ウクライナの荷物車
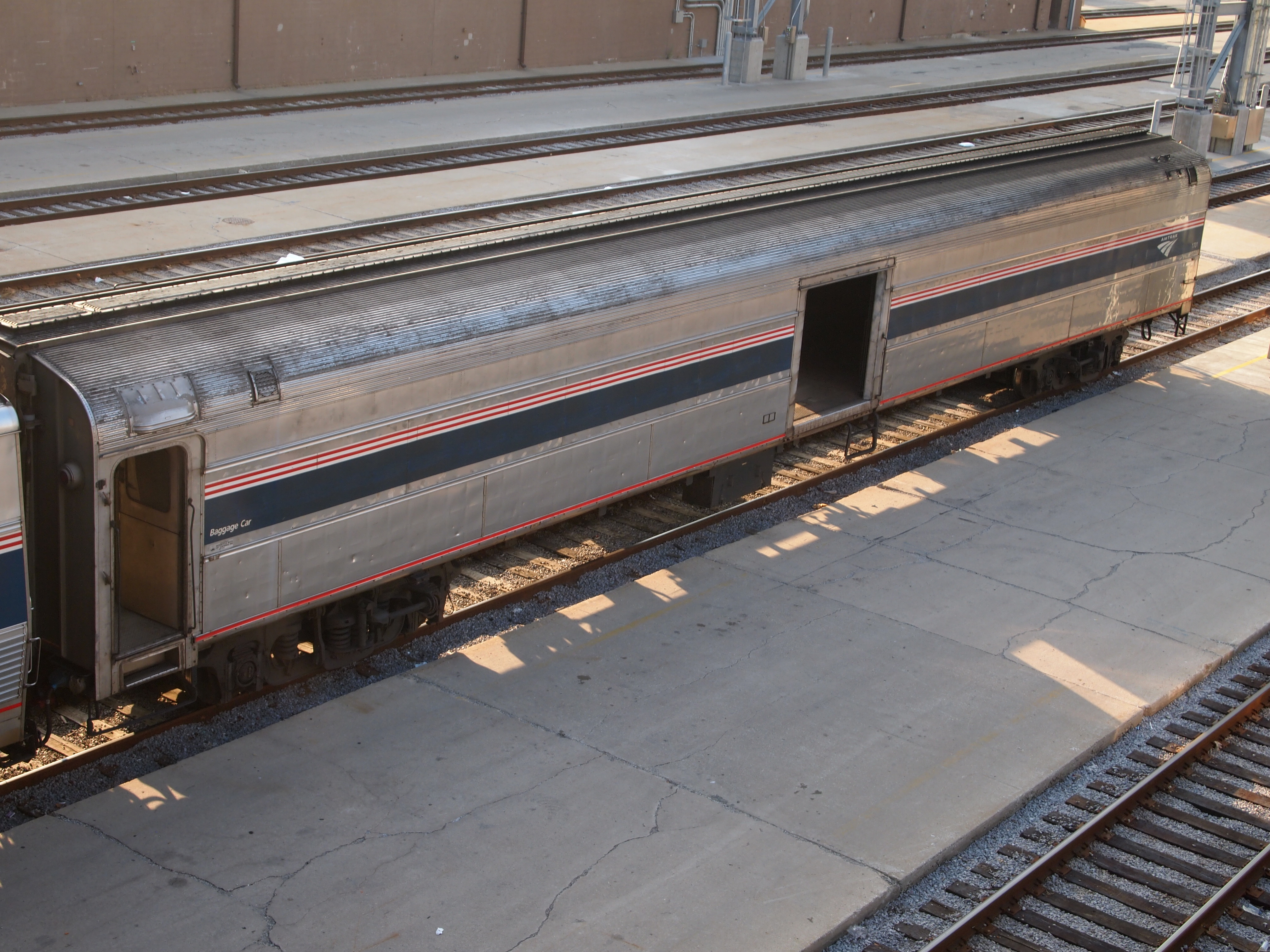
米国アムトラックの荷物車
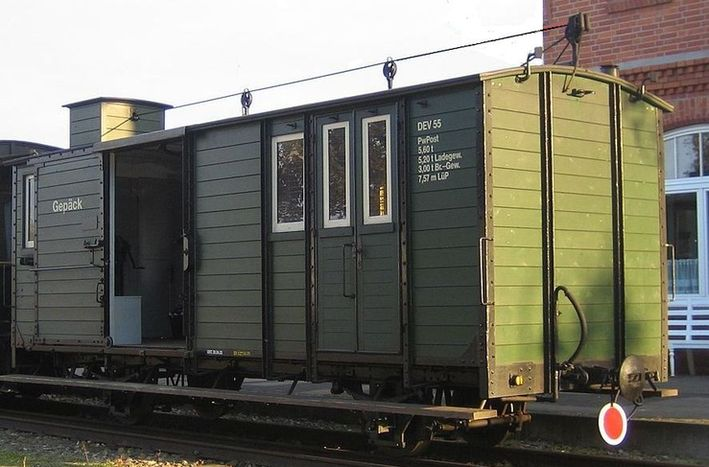
貨車のような荷物車
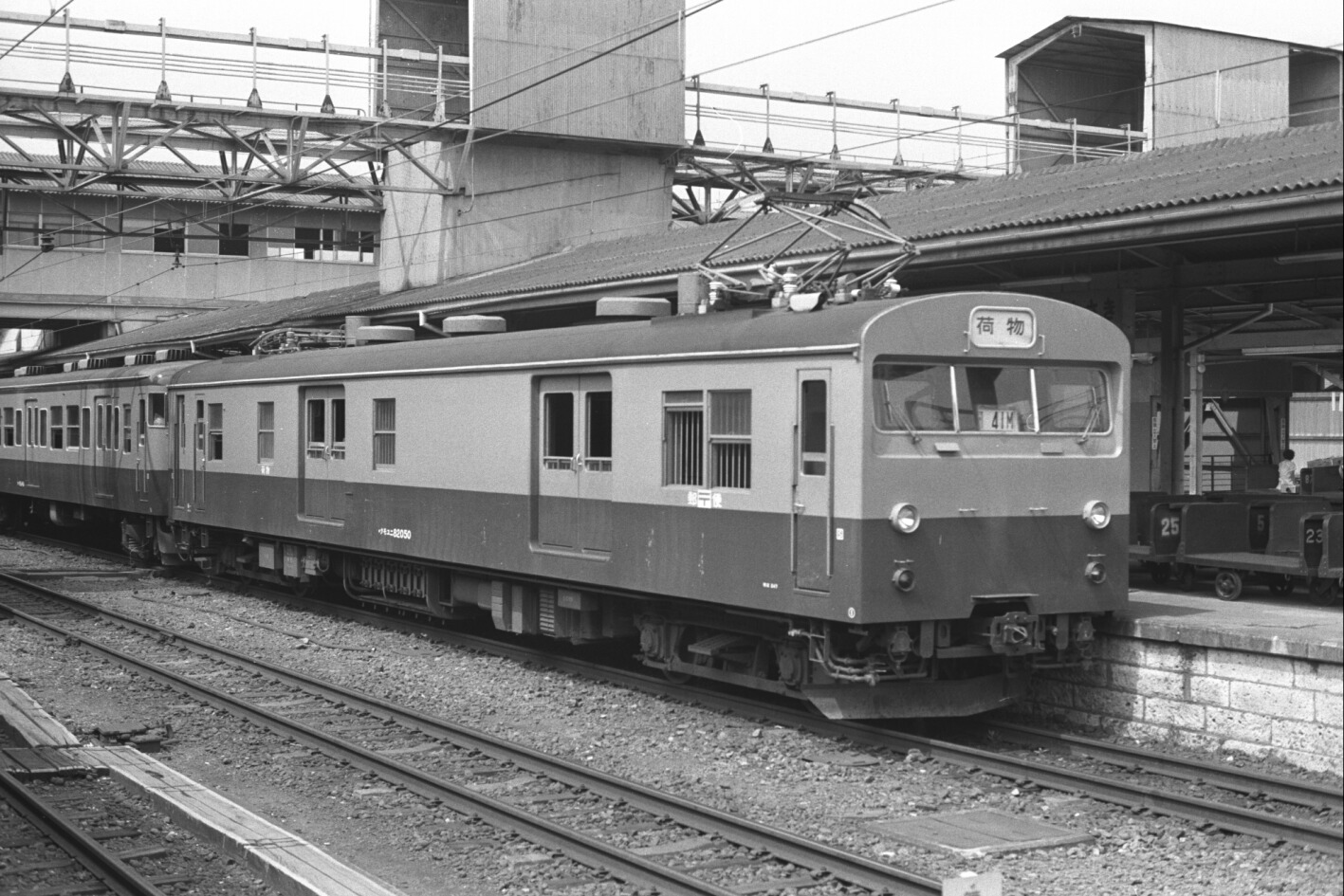
郵便・荷物合造車

## 荷物車の種類

### 客車

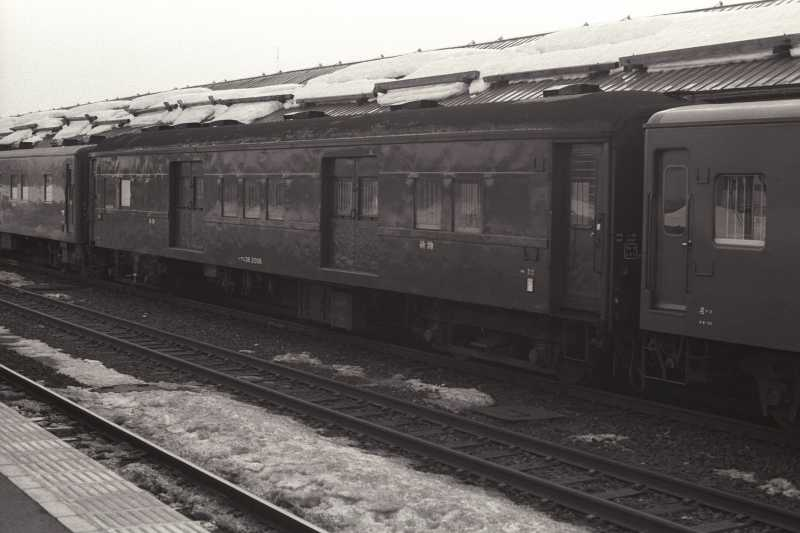
日本国有鉄道のマニ36 2008

日本における狭義の荷物客車は、陳腐化した旅客用客車を改造したものが多い。このため、日本国有鉄道では昭和50年代（1975年 - 1985年）に入ると旅客車の陳腐化がひどく、50系客車で久々の新造荷物車が登場したが、一般の小荷物輸送の廃止で、新製後わずか10年足らずで廃車になった。
また、ブルートレイン用とした20系客車・24系客車では、電源車の一部を荷物室とした。そのため、荷物輸送がないないしは廃止した場合でもそのまま連結せざるを得なかった。しかし、昭和50年代には20系客車を急行格下げ運用として改造した電源車カヤ21形を使用した際や、新聞輸送のためにあえて荷物車を別に連結した事例もある。また、「あさかぜ」・「瀬戸」で一時電源車を変更した際に一時的に荷物車を連結した事例がある。
一般の小荷物輸送が廃止された後のJR移行後に、50系客車の一部や20系客車が、車種記号「ニ」の荷物車扱いに変更されたことがある。このうち、後者は「オニ23 1」としてオリエント急行'88運行に際して、ハイビジョン展示車兼連結器アダプターとして座席を撤去したものである。また、前者には連結器アダプターを兼ねた運行用の事業車として1両連結を行ったものもあるが、大多数は「アメリカン・トレイン」の展示用パビリオン車（オニ50形、オニフ50形）として使用された。

### 電車

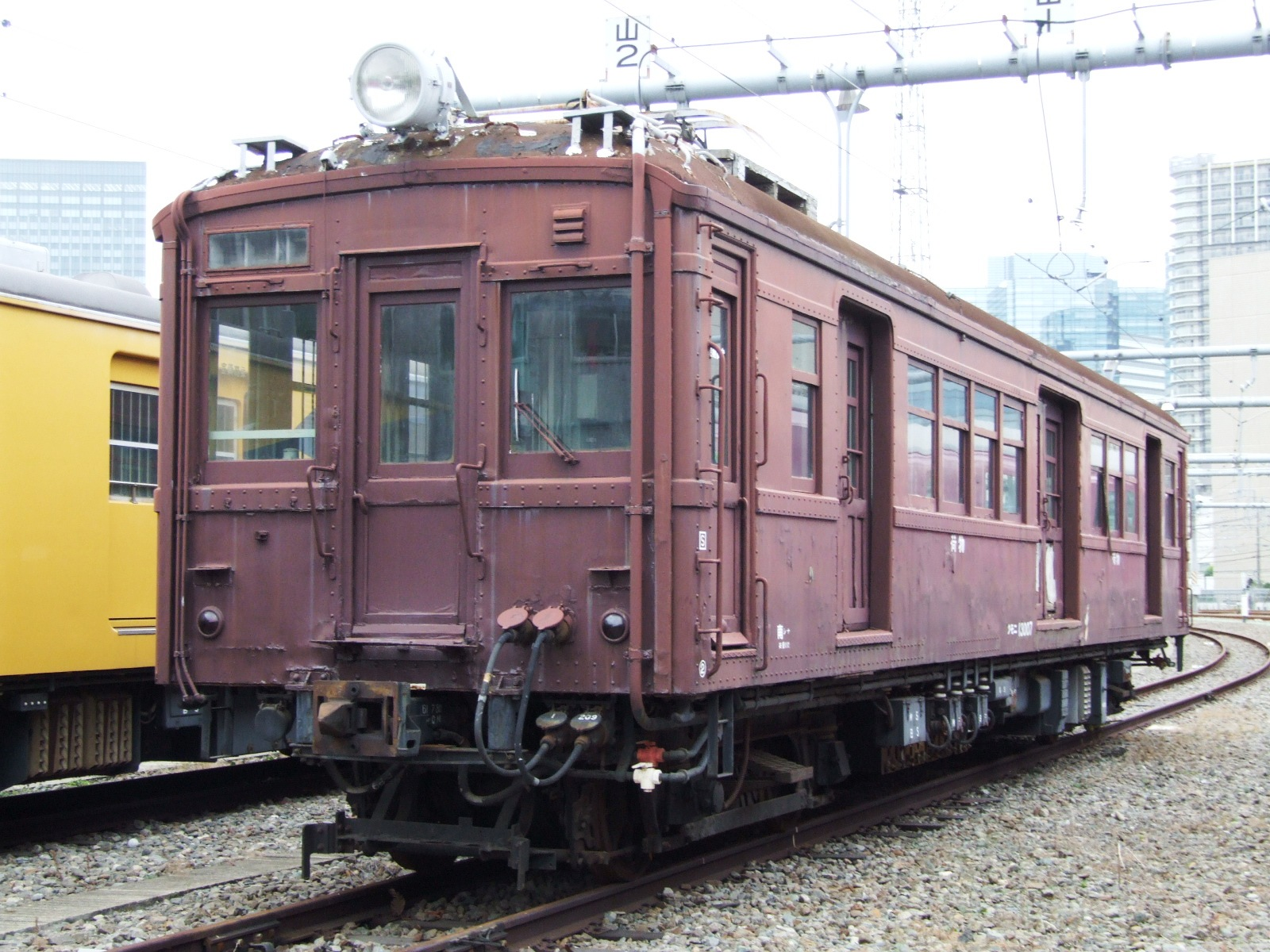
日本国有鉄道のクモニ13形

単独の荷物専用車（荷物電車）のほか、荷物・郵便車、あるいは客室と荷物室さらに郵便室の合造車もあった。荷物電車は運用上、他の電車と併結して運転されることも多く、歯車比の異なる電車とも協調運転できる構造になっていた。ただし、運転最高速度は性能の劣るほうに合わせることになる。
日本ではJR西日本281系電車の荷物室付き車両が最後に新規製造された荷物合造電車であった。JR西日本223系電車の荷物室付き車両は最後に改造された荷物合造電車であったが、この荷物室は1999年に廃止され、全室客室に復元された。281系でも後に廃止されたがこちらは荷物室の構造を現在も残している。ただし「業務用室」という名目での設置なので、「ニ」の記号を付けた車両は登場していない。
日本において鉄道小荷物制度の廃止後、一部が123系電車など旅客用に改造されている。国鉄の一般的な新性能電車がMM'ユニット構造のため、最低2両からでないと編成が組めないのに対し、荷物電車は「編成の一番前もしくは一番後ろに連結することになる」という構造上から、両端に運転台を有しており、最低1両編成で動けるという利点を生かしてローカル輸送用に改造されたものである。

### 気動車

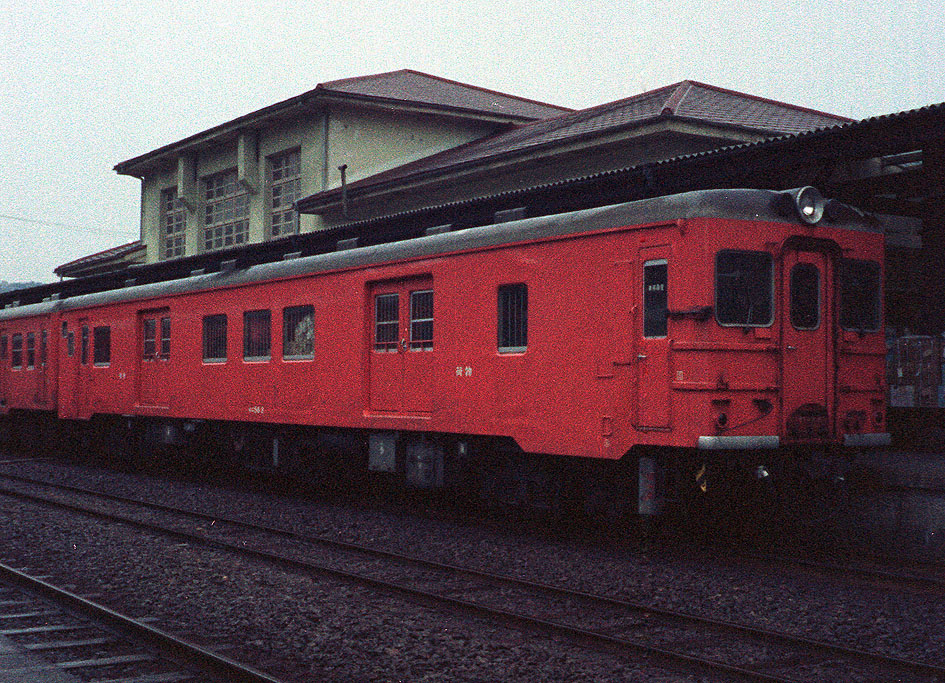
日本国有鉄道のキニ56形

気動車も電車と同じく、単独の荷物専用車のほか、荷物・郵便車、あるいは客室と荷物室さらに郵便室の合造車もあった。客室との合造車は短距離の小口輸送が主流であり、手荷物輸送の兼ね合いから新製された車両もあったが、運用上、特急形を除く他の液体式気動車と併結して運転されることもあり、他の液体式一般形気動車を改造したものが多く、特に全室荷物車と荷物・郵便車は運用上制約がある2・3等合造車や先頭車が非貫通である電気式気動車からの改造車などが多かった。
非電化路線だけでなく、常磐線のような交流電化区間と直流電化区間を直通する列車にも使用された。これは交直両用電車の新製は高価である上に積載効率が悪く、隅田川駅構内に電化されていないホームがあったためである。
日本において鉄道小荷物制度の廃止後は電車や客車と異なり、他の用途に転用されることもなく、JR移行前までに全車廃車となっている。

## 主な荷物車

### 日本
電車
- クモニ13
- クモユニ82（郵便荷物合造車）
- クモニ83
- クモニ143

気動車
- キニ17
- キニ55
- キユニ21（郵便荷物合造車）
- キユニ26（郵便荷物合造車）
- キニ26
- キニ56
- キニ28
- キユニ28（郵便荷物合造車）
- キニ58

客車（旧型）
- スニ30（改造車は国鉄オハ31系客車#郵便・荷物車（改造車））
- マニ31（二重屋根車）
- マニ31（丸屋根車）
- マニ32
- マニ33
- マニ34（マニ30）
- マニ35
- マニ36
- マニ37
- マニ60
- マニ61
- カニ37（カニ29） （改造車は国鉄オハ31系客車#郵便・荷物車（改造車））
- カニ38
- スユニ30（改造車は国鉄オハ31系客車#郵便・荷物車（改造車））（荷物郵便合造車）
- マユニ31（荷物郵便合造車）
- スユニ60（荷物郵便合造車）
- スユニ61（荷物郵便合造車）
- オニ6320・ナニ6330　元来は貨車であるが、戦後の進駐軍接収時になされた改造で荷物車に編入されており、返還後も貨車に復元せずそのまま荷物車として運用された例。

客車（新系列）
- スニ40
- スニ41
- マニ44
- マニ30
- マニ50
- スユニ50（荷物郵便合造車）

貨車
- ワキ8000
- ワサフ8000

分類上は貨車であるが、小口混載貨物便と共用する目的で造られ、客車の荷物車と同様に運用された。

### 日本以外
電車
- 現金輸送電車（アメリカ）

- 桃園機場捷運（台湾） - 直達車（急行に相当）では市内でチェックインした航空旅客の受託手荷物運搬専用車両が1両連結されている。

客車
- 電源車との合造車（台湾）

- 運転台を設置した、制御車との合造車（イギリス）

## 荷物車に関連した主な事故
- 1950年（昭和25年）8月1日 - 室蘭本線覚生川鉄橋列車脱線転落事故。豪雨により鉄橋が流出したところに列車が進入して脱線転覆。死者25人。流失した荷物車（貨車とする記述あり）には約800万円（2023年現在の貨幣価値で2億円前後）の現金が載せられていたが、回収することができなかった[2]。
- 1974年6月17日 - 常磐線を走行中の下り急行十和田4号の荷物車から車掌が転落して死亡。新聞を輸送中の荷物車の引き戸を同僚2人と閉めようとした際に足を踏み外したもの[3]。